# Vesicularia subsarcoblasta
Vesicularia subsarcoblasta är en bladmossart som beskrevs av Brotherus 1908. Vesicularia subsarcoblasta ingår i släktet Vesicularia och familjen Hypnaceae. Inga underarter finns listade i Catalogue of Life.